# グラスバレー (カリフォルニア州)
グラスバレー（英: Grass Valley）は、アメリカ合衆国カリフォルニア州北部ネバダ郡の都市である。ゴールドカントリーに位置している。人口は1万4016人（2020年）。

## 歴史
グラスバレーの歴史は近くにあるネバダシティと同様、カリフォルニア・ゴールドラッシュ時代に始まっている。郵便局が開局した1851年にはセンタービルと命名されたが、翌年不明な理由でグラスバレーと改名された。町としては1860年に法人化された.。
グラスバレーにはカリフォルニアでも最大級に豊かな鉱山であるエンパイア鉱山がある。グラスバレーの開拓期に到着した人々の多くはイングランドのコーンウォール出身の錫採鉱者だった。彼等は岩盤が深くて硬い金鉱では錫の掘削で必要とされるのと同じ技術が必要とされたので、カリフォルニアの金鉱原に惹き付けられた。彼等の多くは大変深い坑道から水を汲み出す専門家だった。これはコーンウォールの錫鉱山と同じ状況だった。
グラスバレーは現在でもコーンウォールの歴史を保持しており、毎年のコーンウォール風クリスマスやセントピランの日のような行事に現れている。地元で人気のある料理のパスティは当初の移民世代から引き継がれたレシピに従って町のレストランで供されている。またコーンウォールの町ボドミンと姉妹都市を結んでいる。
町はローマ・カトリック教会グラスバレー教区に属している。
1957年のディズニー映画Old Yellerはその一部がグラスバレーで撮影された。

## 地理
グラスバレーは北緯39度13分9秒 西経121度3分30秒 / 北緯39.21917度 西経121.05833度に位置する。アメリカ合衆国国勢調査局に拠れば、市域全面積は4.1平方マイル (10.6 km2)であり、すべて陸地である。

## 交通
グラスバレーはカリフォルニア州道49号線と同20号線の交差点に位置する。公共交通はゴールドカントリー・ステージが運行しており、都市部に限られている。

## 経済
グラスバレー・グループは1958年にグラスバレーで設立された研究開発企業であり、ビデオアンプやテレビスイッチャーに特化している。その技術の幾つかは1977年の映画スター・ウォーズ エピソード4/新たなる希望や1978年の映画ゾンビで使われた。グラスバレー・グループは現在テクニカラーSAの子会社になっている。

## 政治
カリフォルニア州議会では、上院の第4および下院の第4選挙区に属している。連邦議会下院ではカリフォルニア州第4選挙区に属し、クック投票動向指数は共和党+11である。2010年時点ですべて共和党議員が務めている。

## 気候
グラスバレーの気候は温暖から暑く乾燥した夏と、湿気があり冷涼で雨の多い冬が特徴の地中海性気候（ケッペンの気候区分Csb）にある。夏は大変乾燥するが、雷雨が起こることもある。冬の雨は草木に滋養をもたらし、それが夏の間に乾燥して野生動物には障害となる。降雪は時々ある。
| グラスバレーの気候        | グラスバレーの気候 | グラスバレーの気候 | グラスバレーの気候 | グラスバレーの気候 | グラスバレーの気候 | グラスバレーの気候 | グラスバレーの気候 | グラスバレーの気候 | グラスバレーの気候 | グラスバレーの気候 | グラスバレーの気候 | グラスバレーの気候 | グラスバレーの気候 |
| 月                        | 1月                | 2月                | 3月                | 4月                | 5月                | 6月                | 7月                | 8月                | 9月                | 10月               | 11月               | 12月               | 年                 |
| ------------------------- | ------------------ | ------------------ | ------------------ | ------------------ | ------------------ | ------------------ | ------------------ | ------------------ | ------------------ | ------------------ | ------------------ | ------------------ | ------------------ |
| 最高気温記録 °F （°C）    | 77 (25)            | 81 (27)            | 81 (27)            | 88 (31)            | 99 (37)            | 100 (38)           | 108 (42)           | 108 (42)           | 104 (40)           | 97 (36)            | 87 (31)            | 80 (27)            | 108 (42)           |
| 平均最高気温 °F （°C）    | 53.5 (11.9)        | 55.2 (12.9)        | 57.5 (14.2)        | 62.1 (16.7)        | 71.0 (21.7)        | 79.5 (26.4)        | 87.4 (30.8)        | 87.1 (30.6)        | 82.2 (27.9)        | 72.1 (22.3)        | 59.6 (15.3)        | 53.1 (11.7)        | 68.3 (20.2)        |
| 平均最低気温 °F （°C）    | 32.0 (0)           | 33.6 (0.9)         | 36.0 (2.2)         | 38.8 (3.8)         | 45.4 (7.4)         | 51.3 (10.7)        | 56.2 (13.4)        | 55.0 (12.8)        | 50.5 (10.3)        | 42.9 (6.1)         | 36.2 (2.3)         | 31.7 (−0.2)        | 42.5 (5.8)         |
| 最低気温記録 °F （°C）    | 15 (−9)            | 9 (−13)            | 19 (−7)            | 26 (−3)            | 27 (−3)            | 36 (2)             | 40 (4)             | 41 (5)             | 35 (2)             | 27 (−3)            | 19 (−7)            | 3 (−16)            | 3 (−16)            |
| 降水量 inch （mm）        | 9.69 (246.1)       | 8.56 (217.4)       | 8.32 (211.3)       | 4.02 (102.1)       | 1.97 (50)          | 0.68 (17.3)        | 0.12 (3)           | 0.21 (5.3)         | 0.79 (20.1)        | 2.70 (68.6)        | 6.73 (170.9)       | 9.46 (240.3)       | 53.26 (1,352.8)    |
| 降雪量 inch （cm）        | 2.2 (5.6)          | 2.5 (6.4)          | 2.4 (6.1)          | 0.8 (2)            | 0 (0)              | 0 (0)              | 0 (0)              | 0 (0)              | 0 (0)              | 0 (0)              | 0.3 (0.8)          | 1.9 (4.8)          | 10.0 (25.4)        |
| 平均降水日数 （≥0.01 in） | 13.1               | 12.1               | 11.9               | 8.4                | 5.5                | 2.7                | 0.2                | 0.9                | 2.2                | 5.0                | 10.0               | 12.6               | 84.6               |
| 平均降雪日数 （≥0.1 in）  | 0.4                | 1.0                | 1.1                | 0.2                | 0                  | 0                  | 0                  | 0                  | 0                  | 0                  | 0.1                | 0.6                | 3.4                |
| 出典1：NOAA               |                    |                    |                    |                    |                    |                    |                    |                    |                    |                    |                    |                    |                    |
| 出典2：WRCC               |                    |                    |                    |                    |                    |                    |                    |                    |                    |                    |                    |                    |                    |

## 人口動態

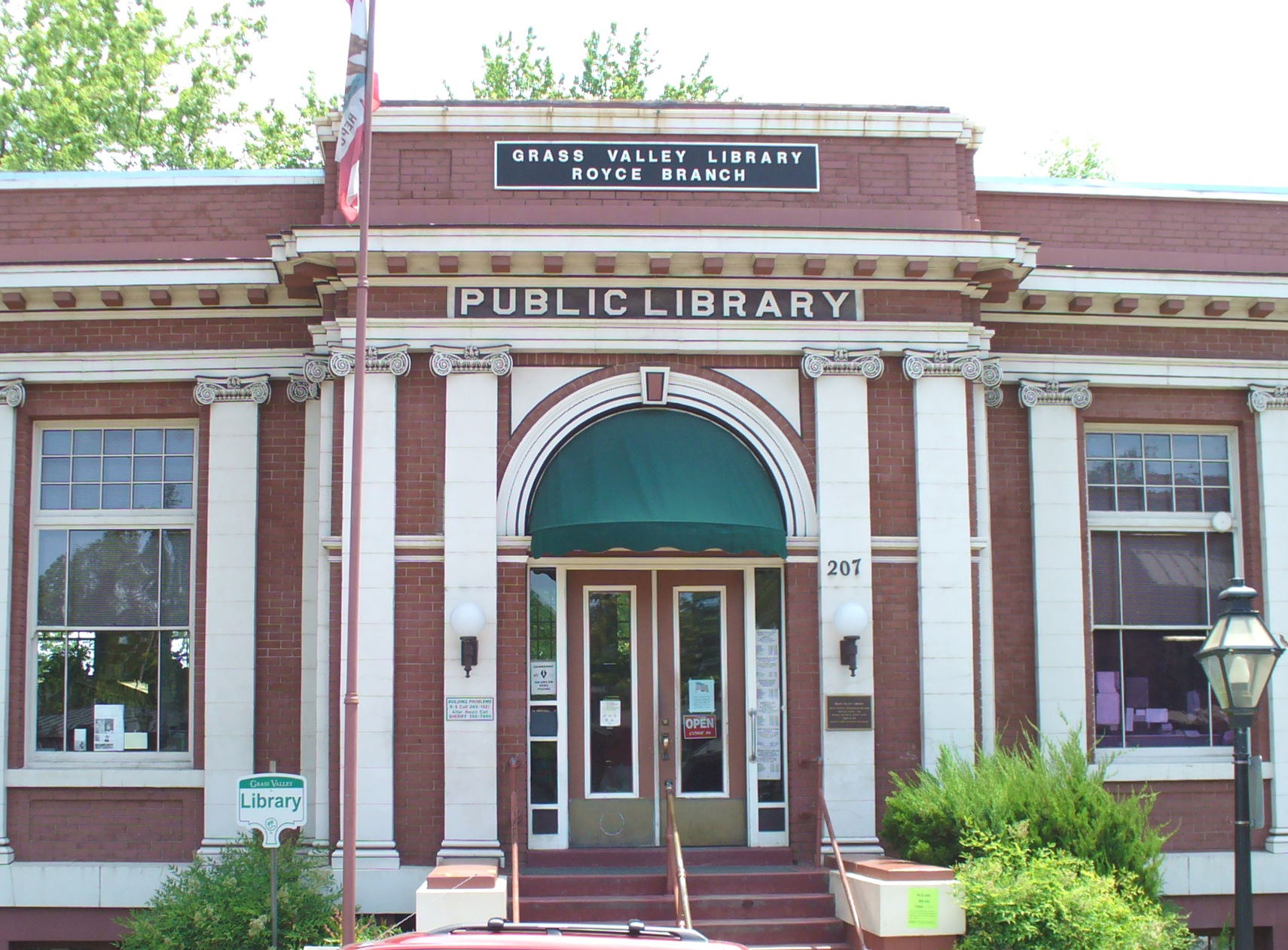
ジョサイア・ロイス公共図書館

以下は2000年国勢調査による人口統計データである。
| 基礎データ - 人口: 10,922人 - 世帯数: 5,016世帯 - 家族数: 2,678家族 - 人口密度: 1,026.0人/km2（2,660.2人/mi2） - 住居数: 5,266軒 - 住居密度: 494.7軒/km2（1,282.6軒/mi2） 人種別人口構成 - 白人: 91.91% - アフリカン・アメリカン: 0.27% - ネイティブ・アメリカン: 1.34% - アジア人: 1.05% - 太平洋諸島系: 0.07% - その他の人種: 1.66% - 混血: 3.71% - ヒスパニック・ラテン系: 6.56% 年齢別人口構成 - 18歳未満: 23.3% - 18-24歳: 9.3% - 25-44歳: 25.1% - 45-64歳: 20.3% - 65歳以上: 22.0% - 年齢の中央値: 39歳 - 性比（女性100人あたり男性の人口） - 総人口: 81.8 - 18歳以上: 75.1 | 世帯と家族（対世帯数） - 18歳未満の子供がいる: 26.5% - 結婚・同居している夫婦: 32.4% - 未婚・離婚・死別女性が世帯主: 16.3% - 非家族世帯: 46.6% - 単身世帯: 39.1% - 65歳以上の老人1人暮らし: 20.3% - 平均構成人数 - 世帯: 2.13人 - 家族: 2.80人 収入と家計（2007年推計） - 収入の中央値 - 世帯: 28,182米ドル - 家族: 33,220米ドル - 性別 - 男性: 32,568米ドル - 女性: 21,915 米ドル - 人口1人あたり収入: 16,877米ドル - 貧困線以下 - 対人口: 14.9% - 対家族数: 12.9% - 18歳未満: 20.0% - 65歳以上: 6.3% |

## 登録歴史史跡

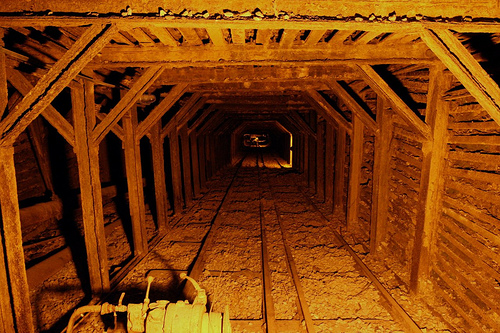
エンパイア鉱山の坑道

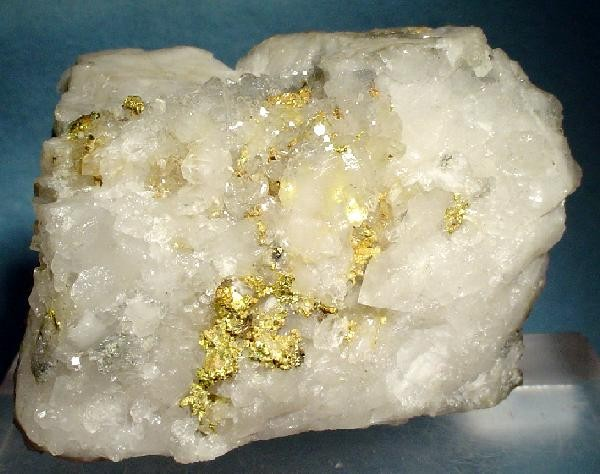
掘り出された石英の中の金

- エンパイア鉱山州立歴史公園（カリフォルニア州指定歴史史跡第298号）
- グラスバレー公共図書館（アメリカ合衆国国家歴史登録財第92000267号）
- ホルブルック・ホテル（カリフォルニア州指定歴史史跡第914号）
- ローラ・モンテス邸（カリフォルニア州指定歴史史跡第292号）
- ロッタ・クラブツリー邸（カリフォルニア州指定歴史史跡第293号）
- ライマン・ギルモア中学校
- マウントセントメアリーズ・コンベント・アンド・アカデミー（カリフォルニア州指定歴史史跡第855号）
- ノーススター鉱山発電所（カリフォルニア州指定歴史史跡第843号）
- オーバーランド移民の道（カリフォルニア州指定歴史史跡第799号）
- カリフォルニアで初めて発見された石英金の場所（カリフォルニア州指定歴史史跡第297号）

## 著名な出身者と住人

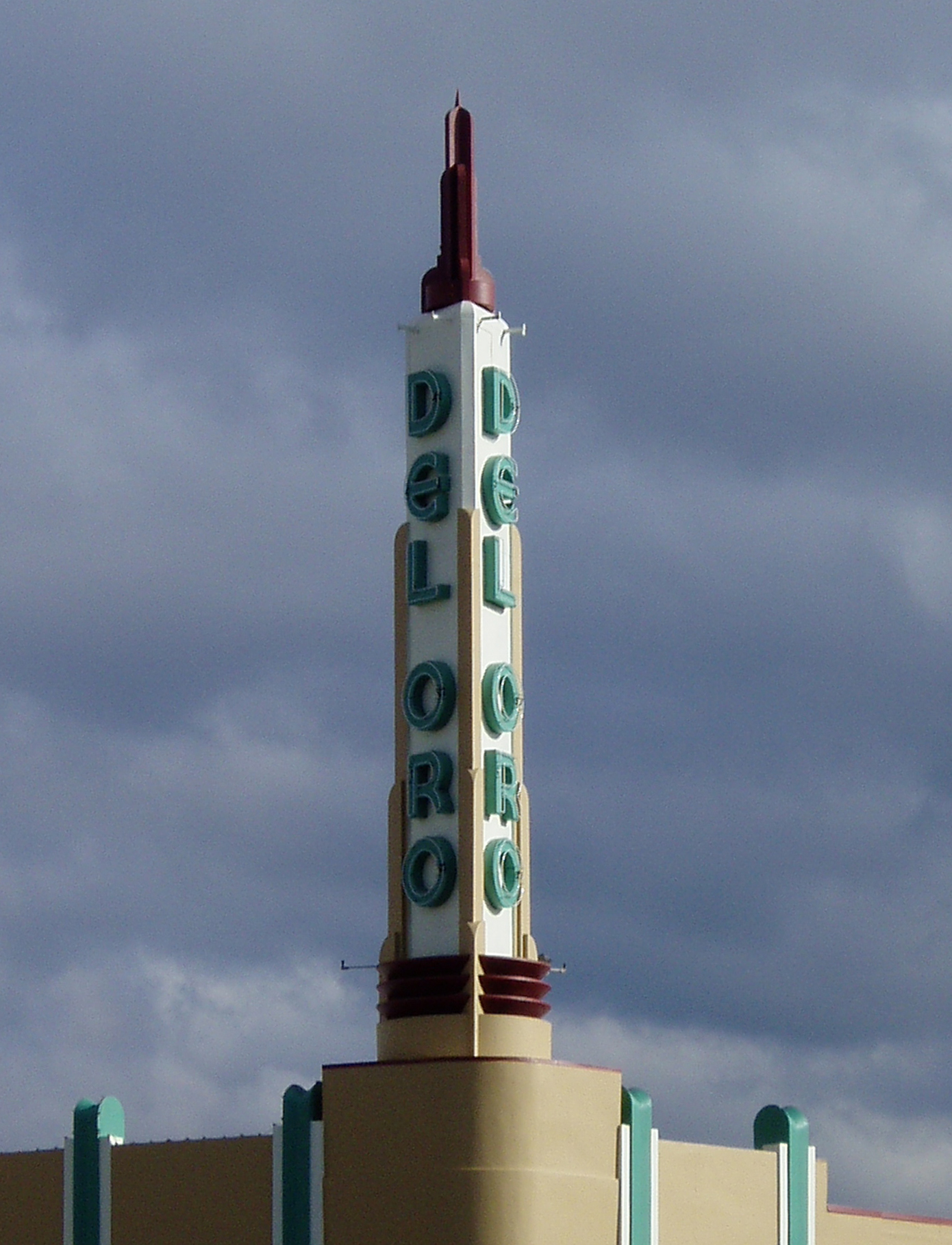
デル・オロ劇場の象徴である尖塔

- ギャラント・ベス、第二次世界大戦中にアメリカ海軍の水兵に救出された馬、同名の映画になった
- ハンター・バーガン、ベースギター奏者、バンドのAFIに所属
- ロッタ・クラブツリー、19世紀の女優
- ジョナサン・デイトン、映画リトル・ミス・サンシャインの監督
- アロンソ・デラノ、初代市財務官
- ブロディ・ファーバー、総合格闘家
- ライマン・ギルモア、発明家、蒸気機関推進のグライダーで初めて飛行したと主張[11]、グラスバレーにはライマン・ギルモア中学校があり、歴史史跡に登録されている
- フレッド・ハーゲシャイマー、第二次世界大戦時のパイロット、慈善事業家
- ジョン・フリント・キダー、ネバダ郡狭軌鉄道の建設者、後にオーナー、グラスバレーで最初のコンクリート製側道を建設した
- サラ・キダー、世界初の女性鉄道会社社長、夫ジョン・フリント・キダーの事業を継いだ
- ローラ・モンテス、19世紀のダンサー
- ハンス・オストロム、著作家、教授
- マイク・ピンダー、キーボード奏者、作詞家、歌手、バンドムーディー・ブルースの設立者
- デニス・リッチモンド、オークランドのテレビニューズ・アンカー
- ジョン・ローリン・リッジ（1827年–1867年）、インディアンの著作家、グラスバレーで埋葬
- リチャード・ラウンドトゥリー、俳優、映画[｢黒いジャガー｣]でジョン・シャフトを演じた
- ジョサイア・ロイス、哲学者
- クリス・セン、プロのスケートボード選手
- ジェレミー・シスト、俳優
- ミードウ・シストー、女優、ジェレミーの姉
- ウォレス・ステグナー（1903年–1993年）、作家、ピューリッツァー賞を受賞した小説Angle of Repose (1971)の舞台にグラスバレーを選んだ
- クリント・ウォーカー、西部劇俳優、シャイアン、特攻大作戦などに出演
- チャック・イェーガー、エース戦闘機乗り、Bell X-1で初めて音速の壁を破った

## 姉妹都市
- イギリス、ボドミン
- イタリア、リマーナ